# Monarcha richardsii
Monarca-de-richards ou monarca-de-touca-branca (Monarcha richardsii) é uma espécie de ave da família Corvidae.
É endémica de Ilhas Salomão.